# Silvan Tomkins
Silvan Tomkins, född 4 juni 1911, död 10 juni 1991, var en amerikansk psykolog. Han är mest känd för sina teorier om affekter och sin skriptteori. 

## Teorin om affektprogram
Tomkins identifierar nio basaffekter (grundkänslor), två positiva, en neutral, och sex negativa: 
positiva
- välbehag/extas (glädje)
- intresse/iver

neutral
- förvåning/häpnad

negativa
- ilska/raseri
- rädsla/skräck
- ledsnad/förtvivlan (distress)
- avsmak/äckel
- avsky
- skam/förödmjukelse

Teorin utgår från empiriska undersökningar av människors ansiktsuttryck vid olika känslor. Tomkins menar att grundkänslorna står för den biologiska delen av ett känslouttryck.
Studier av barn har visat att det finns medfödda biologiska "program" för affekter, vissa forskare talar om nio grundaffekter medan andra menar att det handlar om tretton stycken. Genom att filma spädbarn med höghastighetskamera har man visat att spädbarn uppvisar affekter som de inte kan ha någon erfarenhet av. Det samma gäller gång. Tar man ett spädbarn som inte kan gå och håller upp det i en upprätt position så att fötterna rör vid underlaget kommer det att "gå", benen gör samma rörelser som om det gick. Det finns således ett "program" för gång som mognar och är klart vid cirka ett års ålder. 
Detta gäller även affekter. Det finns förprogram till våra affekter. Våra affekter är ett livsnödvändigt signalsystem för sociala varelser eftersom informationen vi ger varandra med våra affekter är omedelbar och gör att vi inte missförstås. Jämför med en flock hjortar där flocken skräms, ett djur som hoppar till och lyfter på sin svans visar med den vita undersidan att fara hotar och signalen leder till att alla hjortarna i flocken får en ökad chans att överleva. Skam är en känsla som gör att den som drabbas av skam drar sig undan, inordnar sig i leden, och att flockledaren inte behöver slåss för att hålla den sociala ordningen. Detta kan observeras hos sociala apor, till exempel schimpanser, men har samma funktion hos oss människor. Vi människor är inte heller alltid medvetna om hur en affekt automatiskt styr våra tankar. I efterhand konstruerar vi förklaringar till våra tankar och handlingar eftersom vi inte är direkt medvetna om våra affekter, hur dom startas och hur dom påverkar våra beteenden. Vad som utlöser känsloreaktioner påverkas av signaler som till exempel styrkan i en signal så att vi vid plötsliga höga ljud blir skrämda, men med tiden spelar även våra erfarenheter in så att ljud eller lukter vi upplevt kopplas ihop med den affekt situationen innebar, detta innebär att inlärning finns med i hur mycket och vad som utlöser våra affekter. 
Affektteorin har kommit att påverka flera andra områden inom kognitionsforskning och har visat sig mycket grundläggande i förståelsen av vår biologi/psykologi. Bland efterföljarna till Tomkins bör nämnas Paul Ekman, Daniel Nathansson och Carroll Izard som alla arbetat vidare med affektteorin. Tomkins kom fram med sin teori vid en tid då samtiden var starkt påverkad av Sigmund Freuds teori om människans psyke. Han blev utskrattad då hans teori var alltför biologisk. Det tog honom hårt och han publicerade sig först 30 år senare. Idag är hans teori en del av snart sagt all kognitionsforskning. Våra associationer och minnen bygger till stor del på affekters modulering.